# Alice Taticchi
 (janvier 2017).
Si vous disposez d'ouvrages ou d'articles de référence ou si vous connaissez des sites web de qualité traitant du thème abordé ici, merci de compléter l'article en donnant les références utiles à sa vérifiabilité et en les liant à la section « Notes et références ».
Alice Taticchi (née le 25 juin 1990, à Pérouse, Ombrie, en Italie) est une mannequin italienne, et fut la gagnante de la quatrième saison d'Italia's Next Top Model[Quand ?].

## Début de sa vie
Venant d'une classe moyenne, Taticchi avait espéré dès l'adolescence pouvoir devenir mannequin. Par conséquent, en dépit des objections initiales de son père, elle a commencé à concourir dans les concours de beauté pour entamer une carrière de mannequin,. Elle a gagné différents concours de beauté et a représenté l'Italie lors du concours Miss Monde 2009. Ce sont ces différents succès qui l'ont aidé à gagner confiance en elle et vaincre sa timidité liée à sa taille. Taticchi est également une ancienne joueuse de volley-ball et l'un de ses passe-temps est de jouer du piano.

## Italia's Next Top Model (émission de télé réalité)
Taticchi a été remarquée par le jury dès le début de la compétition pour sa discipline et son raffinement. Lorsque les téléspectateurs ont voté pour leurs favoris parmi les demi-finalistes, elle n'était pas parmi les 12 premiers, mais les juges lui ont donné un passe-droit pour accéder à la finale. Pendant la compétition, on lui a souvent rappelé que pour devenir un top-modèle elle devait tonifier son corps. Cependant, ses manières et son élégance ainsi que sa capacité à poser sur le podium et sa cohérence globale ont toujours impressionné les juges ce qui lui a valu une place en finale et sa victoire finale. 

## Carrière
Depuis qu'elle a été choisie comme représentante italienne pour le concours Miss Monde en 2009, Taticchi a commencé à poser localement.
Après avoir remporté la saison 4 de l'Italia s Next Top Model, qui est une émission de télé réalité, elle a représenté l'agence Fashion Model Management qui est une agence milanaise. Elle est ainsi apparue sur un éditorial de Lancôme et de Grazia. Elle a défilé à Alta Roma Alta Moda pour des concepteurs de  mode haute couture tels que Gattinoni, Abed Mahfouz, Jamal Taslaq, Nino Lettieri. Alice a été représentée en 2012 sur le calendrier italien de Mercedes Benz pour le magazine Vetrine. Elle a posé dans des campagnes, des catalogues, des shootings photos et des défilés de mode, parmi lesquels Moraiolo, et des campagnes publicitaires telles que les shampooings L'Oréal.